# Erwin Parker
Erwin Parker (geboren am 26. Juni 1903 als Erwin Pinkus in Berlin, gestorben 1. November 1987 in Zürich) war ein deutscher Schauspieler, Hörspielsprecher und Schauspiellehrer.

## Leben
Parker besuchte das Landerziehungsheim Odenwaldschule zwischen 1916 und 1923 und schrieb im Jahr 1975 einen langen Bericht über seine Erlebnisse in einem Festschrift für die damalige Mitbegründerin Edith Geheeb:

„Wir waren auf eine raffinierte Weise naiv und unschuldig, mit allem Wissen darum. Man hat uns und wir haben uns in aller Freiheit selber dressiert.(S. 89)“

Danach absolvierte er eine achtmonatige Lehre bei der AEG, bevor er bei Ferdinand Gregori in Berlin in den Schauspielunterricht ging.
Er war mit Heidi Sturzenegger verheiratet.
Er fand seine letzte Ruhestätte auf dem Zürcher Friedhof Witikon. Der Nachlass von Erwin Parker befindet sich im Stadtarchiv Zürich.

## Laufbahn
Sein Debüt hatte er 1924 an der Holtorftruppe, von 1925 bis 1930 war er am Stadttheater Münster und von 1930 bis 1933 am Schauspielhaus Düsseldorf und Stadttheater Düsseldorf engagiert. Mit der Jeßertruppe war er 1933 durch Belgien, die Niederlande und England auf Tournee. Ab dem Januar 1934 war er Mitglied des schweizerischen Kabaretts Ping-Pong. Von 1934 bis 1936 war er erstmals am Schauspielhaus Zürich tätig und 1936/37 am Theater an der Wien. Ab 1937 bis zu seinem Tod trat er wieder am Schauspielhaus Zürich auf. Hier spielte er hunderte meist kleinere Rollen. Dazu war er auch Regisseur an der Zürcher Märchenbühne.
Am Bühnenstudio Zürich (Vorgänger der Zürcher Hochschule der Künste) war er Lehrer.
In der kurzen Periode von 1968 bis 1969 war er Kodirektor des Schauspielhauses Zürich neben Teo Otto und Otto Weissert.

## Publikationen
- Die geflügelten Worte des Berliner Originals Prüfi, Chefgarderobier an Schauspielhaus Zürich, 1963[2]
- Mein Schauspielhaus, 1983 ISBN 3-85842-069-7[3]

## Filmografie (Auswahl)
- 1960: Gustav Adolfs Page
- 1962: Fuhrmann Henschel
- 1963: Die Nylonschlinge
- 1963: Eine Dummheit macht auch der Gescheiteste
- 1964: Der Gefangene der Botschaft
- 1964: Geschichten aus dem Wienerwald
- 1965: Das Leben des Horace A.W. Tabor – Ein Stück aus den Tagen der letzten Könige
- 1968: Die Konvention Belzebir
- 1972: Georgies tollkühne Abenteuer
- 1973, 1975: Ein Fall für Männdli (2 Folgen)
- 1977: Die Konsequenz
- 1978: Heidi
- 1984: Blaubart
- 1985: Konzert für Alice
- 1986: Der Nachbar

## Hörspiele (Auswahl)
- 1955: Hans Weigel: Der eingebildete Doktor – Regie: Walter Wefel
- 1958: Marcel Pagnol: Zum Goldenen Anker (3 Teile) – Regie: Robert Bichler
- 1959: Charles Chilton: Reise ins Weltall – Regie: Hans Hausmann
- 1960: Bertolt Brecht: Leben des Galilei – Bearbeitung und Regie: Leonard Steckel
- 1960: Günter Bruno Fuchs: Ich war einmal ein König – Regie: Theodor Steiner
- 1960: Alphonse Daudet: Die wunderbaren Abenteuer des Herrn Tartarin aus Tarascon – Regie: Charles Ferdinand Vaucher
- 1962: Johann Peter Hebel: Das Hemd des Glücklichen – Regie: Lilian Westphal
- 1962: Richard Hughes: Danger (lief auch unter dem Titel Gefahr) – Regie: Kurt Bürgin
- 1962: Hans Christian Andersen: Die Schneekönigin – Regie: Walter Wefel
- 1962: Albert Bosper: Wang und der Mandarin – Regie: Theodor Steiner
- 1963: Max Frisch: Rip van Winkle – Regie: Walter Wefel
- 1963: Ruth Blum: Geldsack & Cie. – Regie: Hans Jedlitschka
- 1964: Marie Luise Kaschnitz: Der Zöllner Matthäus – Regie: Walter Wefel
- 1964: Heinar Kipphardt: In der Sache J. Robert Oppenheimer – Regie: Amido Hoffmann
- 1964: Marie Luise Kaschnitz: Die Reise des Herrn Admet – Regie: Walter Wefel
- 1965: Marie Luise Kaschnitz: Der Hochzeitsgast – Regie: Walter Wefel
- 1966: Ernst Barlach: Die Sündflut – Regie: Amido Hoffmann
- 1966: Gerhard Fritsch: Nachtfahrt – Regie: Gert Westphal
- 1967: Walter Oberer: Verlaß Deinen Garten nicht – Regie: Robert Bichler
- 1968: Marcel Pagnol: Topaze – Das große ABC – Bearbeitung und Regie: Walter Wefel
- 1968: Günter Eich: Die Andere und ich – Regie: Robert Bichler
- 1968: Rolf und Alexandra Becker: Dickie Dick Dickens 2: Rhapsodie in Gold – Regie: Lilian Westphal
- 1968: Rolf und Alexandra Becker: Dickie Dick Dickens 3: Regentropfen auf dem Blechdach – Regie: Lilian Westphal
- 1968: Rolf und Alexandra Becker: Dickie Dick Dickens 6: Auch Pässe müssen passen – Regie: Lilian Westphal
- 1970: Dylan Thomas: Rückreise – Regie: Robert Bichler
- 1970: John Wyndham: Besuch aus der Zukunft – Regie: Edward Rothe
- 1970: Peter Karvaš: Die Carlton-Komödie – Regie: Edward Rothe
- 1971: Donald Howarth: Eine Liebe ist der andern wert – Regie: Edward Rothe
- 1973: Wolfgang Hildesheimer: Begegnung im Balkanexpreß – Regie: Robert Bichler
- 1973: Arthur Conan Doyle: Die drei Studenten – Regie: Lilian Westphal
- 1973: Charles Dickens: Die Glocken (auch: Glocken von London) – Regie: Klaus W. Leonhard
- 1976: Marie Luise Kaschnitz: Wer fürchtet sich vorm schwarzen Mann? – Regie: Robert Bichler
- 1976: Wolfgang Ecke: Überfall im Tulpenexpreß – Regie: Lilian Westphal
- 1977: Gerold Späth: Morgenprozession – Regie: Mario Hindermann
- 1977: Henry Slesar: Zeugen zur Auswahl – Regie: Klaus W. Leonhard
- 1977: Paul Barz: Schreckmümpfeli 0: Madame Florian – Regie: Paul Roland
- 1978: Ödön von Horváth: Glaube, Liebe, Hoffnung – Bearbeitung und Regie: Robert Bichler
- 1979: Robert Louis Stevenson: Der schwarze Club (2 Teile) – Regie: Thomas Köhler
- 1979: Bernd Roewer: Kommissar Kadzand macht das schon … (Folge: Künstlerpech) – Regie: Thomas Köhler
- 1980: Jürg Federspiel: Kilroy was here – Regie: Matthias von Spallart
- 1980: Jacques Fayet: Die Tour nach Marseille – Regie: Buschi Luginbühl
- 1983: Tom Stoppard: Es war der Hund, der starb – Regie: Hans Hausmann
- 1983: Jost Nickel: In der Bibliothek – Regie: Christian Jauslin
- 1983: Sam Jaun: Die Schweigeminute – Regie: Amido Hoffmann
- 1984: Esther Vilar: Liebeslied für einen ruhelosen Mann – Regie: Klaus W. Leonhard
- 1984: Hansjörg Schertenleib: In meinem Kopf schreit einer – Regie: Walter Baumgartner
- 1986: Wilhelm Hauff: Die Höhle von Steenfoll – Regie: Markus Kägi